# Деникон
Деникон (нем. Dänikon) — коммуна в Швейцарии, в кантоне Цюрих.
Входит в состав округа Дильсдорф. Население составляет 1789 человек (на 31 декабря 2007 года). Официальный код — 0085.

## Демография
| Численность населения | Численность населения | Численность населения |
| Год                   | Жителей               | Изменения             |
| --------------------- | --------------------- | --------------------- |
| 1634                  | 88                    | -                     |
| 1799                  | 173                   | + 95 %                |
| 1850                  | 238                   | + 37,5 %              |
| 1900                  | 192                   | — 19 %                |
| 1950                  | 175                   | — 8,8 %               |
| 1970                  | 373                   | + 113 %               |
| 2000                  | 1749                  | +369 %                |